# Río Alagón
Río Alagón är ett vattendrag i Spanien.   Det ligger i provinsen Provincia de Cáceres och regionen Extremadura, i den västra delen av landet, 280 km väster om huvudstaden Madrid.